# 瑪麗簡湖 (佛羅里達州)
瑪麗簡湖（英語：Lake Mary Jane）是位於美國佛羅里達州橙縣的一個人口普查指定地區。

## 地理
瑪麗簡湖的座標為28°22′08″N 81°09′36″W / 28.36889°N 81.16000°W，而該地最高點為海拔高度21米（即69英尺）。

## 人口
根據2010年美國人口普查的數據，瑪麗簡湖的面積為13.60平方千米，當中陸地面積為13.60平方千米，而水域面積為0.00平方千米。當地共有人口1575人，而人口密度為每平方千米115人。